# دیزی ریدلی
دیزی جز ایزابل ریدلی (انگلیسی: Daisy Jazz Isobel Ridley؛ زادهٔ ۱۰ آوریل ۱۹۹۲) بازیگر انگلستانی است. او برای بازی در نقش ری در سه‌گانهٔ دنبالهٔ جنگ ستارگان به شهرت رسیده‌است: نیرو برمی‌خیزد (۲۰۱۵)، آخرین جدای (۲۰۱۷) و خیزش اسکای‌واکر (۲۰۱۹).
ریدلی در فیلم معمایی قتل در قطار سریع‌السیر شرق (۲۰۱۷) ظاهر شد و نقش شخصیت اصلی درام رمانتیک اوفلیا (۲۰۱۸) را ایفا کرد. او همچنین صداپیشه است و یکی از صداپیشگان فیلم پویانمایی پیتر خرگوشه و بازی‌های ویدئویی مانند دوازده دقیقه بوده‌است.

## زندگی و حرفه

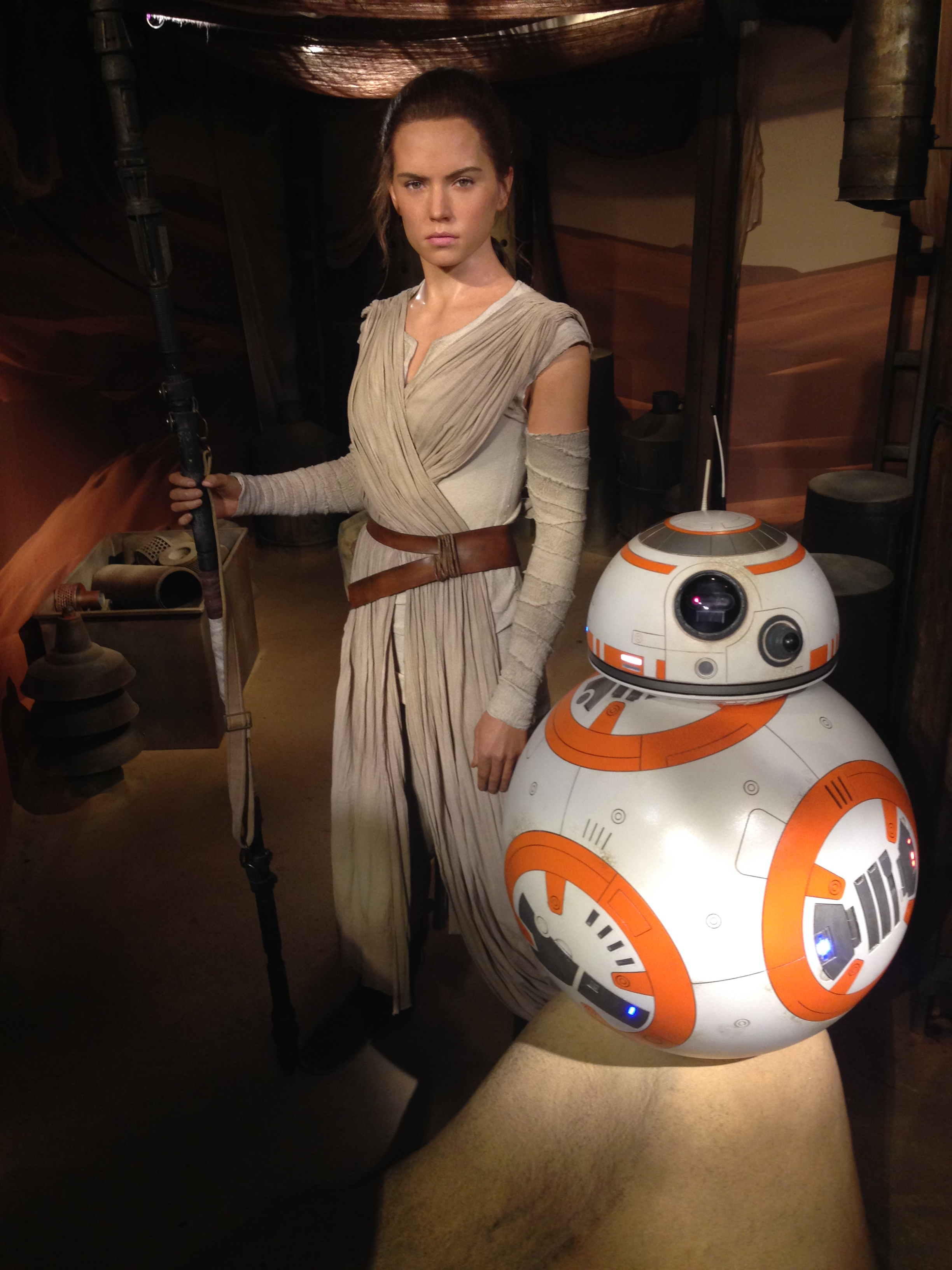
تندیس دیزی ریدلی در موزه مادام توسو، لندن، ۲۰۱۶

دیزی ریدلی در ۱۰ آوریل ۱۹۹۲ در وست‌مینستر لندن متولد شد و در میدا ویل بزرگ شد. او دارای دو خواهر بزرگتر از خودش است. او فرزند لوئیز فوکنر کوربت، بانکدار و کریستوفر ریدلی، عکاس است. عموی بزرگ او، آرنولد ریدلی در فیلم ارتش بابا بازی کرده و نمایشنامه‌نویس و افسر کاخ بریتانیا نیز است. ریدلی در مدرسه ترینگ پارکر به مطالعه بازیگری و موسیقی پرداخت و در سال ۲۰۱۰ از مدرسه فارغ‌التحصیل شد. او کار خود را با نقش‌های جزئی در برنامه‌های تلویزیونی آغاز کرد. او اولین فیلمش را در جیغ زدن یک فیلم ترسناک محصول سال ۲۰۱۵ در نقش هانا بازی کرد.
در آوریل ۲۰۱۴ او برای ایفای نقش به عنوان ری، یک شخصیت اصلی در جنگ ستارگان: نیرو برمی‌خیزد انتخاب شد. در زمان آماده‌سازی او به گفته رولینگ استون «کاملاً ناشناخته» بود. ریدلی فیلم‌برداری خود را در مه ۲۰۱۴ در استودیوهای پاین‌وود در باکینگهام‌شر آغاز کرد. در دسامبر ۲۰۱۵ مجموعه از تمبرهای او و بی‌بی-۸ منتشر شدند. فیلم نیرو برمی‌خیزد با فروشی بیش از ۲ میلیارد دلار پرفروشترین فیلم ۲۰۱۵ شد.
او در فیلم قتل در قطار سریع‌السیر شرق ۲۰۱۷ در نقش مری دبنهام بازی کرد و در فیلم جنگ ستارگان: آخرین جدای که در دسامبر ۲۰۱۷ منتشر شد مجدداً نقش ری را بازی کرد و در سال ۲۰۱۹ در فیلم جنگ ستارگان خیزش اسکای واکر حضور یافت وی همچین در فیلم آشوب مدام نیز که در ۲۰۲۱ اکران شد، بازی کرده‌است.

## زندگی خصوصی
دیزی ریدلی از سال ۲۰۱۷ با تام بیتمن، هم‌بازی خود در فیلم قتل در قطار سریع‌السیر شرق، در رابطه است.
در سال ۲۰۱۶، ریدلی گفت که در سن پانزده سالگی به آندومتریوز و سندرم تخمدان پلی‌کیستیک مبتلا شده که باید تحت چندین عمل جراحی لاپاروسکوپی قرار گیرد. او می‌گوید وضعیت او به دلیل آکنه‌ای که بعد از آن ایجاد شد، اعتماد به نفسش را پایین آورد.

## فیلم‌شناسی
از فیلم‌ها یا برنامه‌های تلویزیونی که وی در آن نقش داشته‌است می‌توان به آثار زیر اشاره کرد.

### فیلم
| سال  | فیلم                        | نقش           | توضیح      |
| ---- | --------------------------- | ------------- | ---------- |
| ۲۰۱۵ | جیغ زدن                     | هانا          |            |
| ۲۰۱۵ | جنگ ستارگان: نیرو برمی‌خیزد  | ری            |            |
| ۲۰۱۶ | به خاطر دیروز               | توکا اوکامیجا | صداپیشه    |
| ۲۰۱۶ | شکارچی عقاب                 |               | صداپیشه    |
| ۲۰۱۷ | قتل در قطار سریع‌السیر شرق   | مری دبنهام    |            |
| ۲۰۱۷ | جنگ ستارگان: آخرین جدای     | ری            |            |
| ۲۰۱۸ | اوفلیا                      | اوفلیا        |            |
| ۲۰۱۸ | پیتر خرگوشه                 | کاتونتایل     | صداپیشه    |
| ۲۰۱۹ | جنگ ستارگان: خیزش اسکای‌واکر | ری            |            |
| ۲۰۲۱ | آشوب مدام                   | وایولا اید    |            |
| ۲۰۲۲ | حباب                        | کیت           | حضور کوتاه |
| ۲۰۲۳ | گاهی اوقات به مرگ فکر می‌کنم | فران          |            |
| ۲۰۲۳ | مخترع                       | مارگریت       | صداپیشه    |
| ۲۰۲۳ | دختر شاه مرداب              | هلنا پلتیه    |            |
| ۲۰۲۴ | زن جوان و دریا              | گرترود ادرل   |            |
| ۲۰۲۴ | زاغی                        | آنت           |            |
| ۲۰۲۵ | پاک‌کننده                    | جوی لاک       |            |
| ۲۰۲۶ | ما مردگان را دفن می‌کنیم     | آوا نیومن     |            |
| ۲۰۲۶ | آخرین چاره                  | بروک          |            |

### تلویزیون
| سال        | نام مجموعه                  | نقش          | توضیح   |
| ---------- | --------------------------- | ------------ | ------- |
| ۲۰۱۴       | شاهد خاموش                  | هانا کندی    |         |
| ۲۰۱۴       | آقای سلفریج                 | راکسی استارت |         |
| ۲۰۱۷-اکنون | جنگ ستارگان: نیروهای سرنوشت | ری           | صداپیشه |

### تئاتر
| سال  | عنوان    | نقش   | توضیح         |
| ---- | -------- | ----- | ------------- |
| ۲۰۱۰ | دوست پسر | نانسی | نمایش موزیکال |
| ۲۰۱۲ | دومینو   | دیزی  |               |

### بازی‌های ویدیویی
| سال  | عنوان                         | نقش    | توضیح   |
| ---- | ----------------------------- | ------ | ------- |
| ۲۰۱۶ | دیزنی بینهایت ۳/۰             | ری     |         |
| ۲۰۱۶ | لگو جنگ ستارگان: نیرو برمیخزد | ری     | صداپیشه |
| ۲۰۱۷ | جنگ ستارگان: جبهه نبرد ۲      | ری     | صداپیشه |
| ۲۰۲۰ | طلوع هنر                      | راهنما |         |
| ۲۰۲۱ | بابا یاگا                     | مگدا   |         |
| ۲۰۲۱ | دوازده دقیقه                  | همسر   |         |

## جوایز و نامزدی‌ها
| سال  | فیلم                       | عنوان                                                      | نتجیه    |
| ---- | -------------------------- | ---------------------------------------------------------- | -------- |
| ۲۰۱۵ | جیغ زدن                    | جشنواره فیلم زد فست برای عملکرد بازیگری برجسنه             | پیروز    |
| ۲۰۱۶ | جنگ ستارگان: نیرو برمی‌خیزد | جایزه امپایر برای بهترین بازیگر زن تازه‌وارد                | پیروز    |
| ۲۰۱۶ | جنگ ستارگان: نیرو برمی‌خیزد | جایزه سینمایی و تلویزیونی ام‌تی‌وی برای بهترین بازیگر زن     | نامزدشده |
| ۲۰۱۶ | جنگ ستارگان: نیرو برمی‌خیزد | جایزه سینمایی و تلویزیونی ام‌تی‌وی برای بهترین مبارزه        | نامزدشده |
| ۲۰۱۶ | جنگ ستارگان: نیرو برمی‌خیزد | جایزه سینمایی و تلویزیونی ام‌تی‌وی برای بهترین قهرمان        | نامزدشده |
| ۲۰۱۶ | جنگ ستارگان: نیرو برمی‌خیزد | جایزه سینمایی و تلویزیونی ام‌تی‌وی برای عملکرد برجسته بازیگر | پیروز    |
| ۲۰۱۶ | جنگ ستارگان: نیرو برمی‌خیزد | جوایز برگزیده نوجوانان برای فیلم برگزیده:ستاره بزرگ        | پیروز    |
| ۲۰۱۸ | جنگ ستارگان: آخرین جدای    | جایزه امپایر بهترین بازیگر زن                              | پیروز    |
| ۲۰۱۸ | جنگ ستارگان: آخرین جدای    | جایزه سینمایی و تلویزیونی ام‌تی‌وی بهترین قهرمان             | نامزدشده |
| ۲۰۱۸ | جنگ ستارگان: آخرین جدای    | جوایز برگزیده نوجوانان برای بازیگر فیلم‌های فانتزی          | نامزدشده |
| ۲۰۱۸ | قتل در قطار سریع‌السیر شرق  | جوایز برگزیده نوجوانان برای بازیگر فیلم درام               | نامزدشده |